# Archiprêtré de Chirouze
L'archiprêtré de Chirouze était l'un des 18 archiprêtrés de l'ancien diocèse de Limoges.

## Siège de l'archiprêtré
Au moment de sa dénomination (première mention en 1312), le siège de l'archiprêtré était à Chirouze (commune de Saint-Oradoux-de-Chirouze). Puis, il fut recentré à Peyrelevade, dont la paroisse fut unie à l'archiprêtré en 1603.

## Paroisses de l'archiprêtré
À l'époque mérovingienne, le territoire de ce qui sera l'archiprêtré de Chirouze compte 8 paroisses, séparées entre elles par des distances de 10 à 30 km, soit au plus une journée de chevauchée. Le réseau se densifie ensuite et il y a 56 paroisses sur le territoire à la veille de la Révolution française.
Le territoire de l'archiprêtré de Chirouze est partagé entre les 3 départements du Limousin : Corrèze, Creuse et Haute-Vienne. Il couvre 44 communes du parc naturel régional de Millevaches en Limousin (et déborde le PNR avec les anciennes communes de La Tourette et Saint Dézery ; qui sont maintenant incluses dans la commune d'Ussel).

### Époque mérovingienne
- Eymoutiers[2]
- Nedde
- Tarnac
- Saint-Setiers
- Flayat
- Aix
- Alleyrat
- Sornac

### Époque carolingienne
- Rempnat
- Peyrelevade
- Saint-Merd-les-Oussines
- Saint-Germain-Lavolps
- Saint-Pardoux-le-Vieux
- Eygurande
- Couffy-sur-Sarsonne
- Saint Rémy
- Saint-Martial-le-Vieux
- Saint-Agnant-près-Crocq
- Saint Denis (La Courtine)
- Villefert (Le Mas-d'Artige)

### Paroisses tardives
- Saint Pierre Château (Eymoutiers)
- Plainartige (Nedde)
- La Villeneuve au Comte (Rempnat)
- La Villedieu
- Faux-la-Montagne
- Gentioux (Gentioux-Pigerolles)
- Pallier (Gentioux-Pigerolles)
- Pigerolles (Gentioux-Pigerolles)
- Comps (Peyrelevade)
- Féniers
- Le Mas-d'Artige
- Le Trucq (La Courtine)
- Magnat-l'Étrange
- Beissat
- Malleret
- Monteil-Guillaume (Crocq)
- Salesses (Flayat)
- Saint-Oradoux-de-Chirouze
- Le Besth (Saint-Merd-la-Breuille)
- Saint-Merd-la-Breuille
- Laroche-près-Feyt
- Feyt
- Monestier-Merlines
- Merlines
- Lamazière-Haute
- Courteix
- Saint-Pardoux-le-Neuf
- Lignareix
- Saint Dezery (Ussel)
- La Tourette (Ussel)
- Chaveroche
- Ventegeol (Chaveroche)
- Bellechassagne
- Saint-Sulpice-les-Bois
- Chavanac
- Millevaches

## Cartographie

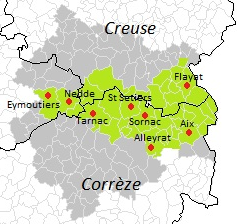
Territoire de l'archiprêtré de Chirouze

Au temps des premières paroisses, un voyageur qui venait de Limoges (par exemple, un archiprêtre en mission d'inspection) entrait dans ce territoire à Eymoutiers, remontait la Vienne par Nedde et Tarnac, et débouchait sur un vaste plateau entre 800 et 900 mètres d'altitude. Il parvenait ensuite sur la ligne de partage des eaux entre Loire et Dordogne, qu'il pouvait continuer de Saint Setiers à Flayat. En redescendant du côté du bassin de la Dordogne, il pouvait finir le tour de ce territoire par Aix, Alleyrat et Sornac.